# Amane Beriso Shankule
Amane Beriso Shankule, född 13 oktober 1991, är en etiopisk långdistanslöpare.

## Karriär
I augusti 2023 vid VM i Budapest tog Beriso Shankule guld i maraton efter ett lopp på 2 timmar, 24 minuter och 23 sekunder.

## Personliga rekord
- 10 km landsväg – 32.52 (Langueux, 13 juni 2015)[3]
- Halvmaraton – 1:10.54 (Warszawa, 29 mars 2015)[3]
- Maraton – 2:14.58 (Valencia, 4 december 2022) 0NR0[3]